# 拉绍塞蒂朗库尔
拉绍塞蒂朗库尔（法語：La Chaussée-Tirancourt，法語發音：[la ʃose tiʁɑ̃kuʁ]）是法国上法蘭西大區索姆省的一个市镇，属于亚眠区。

## 地理
拉绍塞蒂朗库尔（49°57'13"N, 2°8'55"E）面积12.52 平方千米，位于法国上法蘭西大區索姆省，该省份为法国北部沿海省份，北起加来海峡省和北部省，西接滨海塞纳省和大西洋英吉利海峡，南至瓦兹省，东临埃纳省。
与拉绍塞蒂朗库尔接壤的市镇（或旧市镇、城区）包括：维尼亚库尔、索姆河畔阿伊、索姆河畔贝卢瓦、布雷伊、皮基尼、圣索沃尔、圣瓦斯特昂绍塞。
拉绍塞蒂朗库尔的时区为UTC+01:00、UTC+02:00（夏令时）。

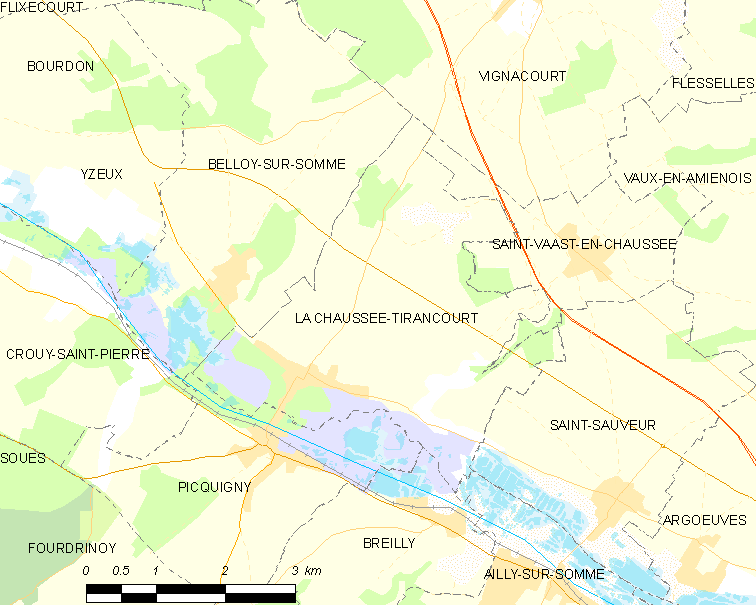
拉绍塞蒂朗库尔的OSM定位图

## 行政
拉绍塞蒂朗库尔的邮政编码为80310，INSEE市镇编码为80187。

## 政治
拉绍塞蒂朗库尔所属的省级选区为索姆河畔阿伊县。

## 人口

1962-2008年间拉绍塞蒂朗库尔人口变化图示

拉绍塞蒂朗库尔于2022年1月1日时的人口数量为693人。